# Brooke Lyons
Brooke Ashley Lyons (Washington, 8 novembre 1980) è un'attrice e scrittrice statunitense, conosciuta principalmente per i ruoli di Amy in A casa con i miei, di Peach Landis nella sitcom CBS 2 Broke Girls e di Elizabeth Abbott Rojas nella commedia drammatica The CW L!fe Sentence.

## Biografia

### Infanzia
Nata a Washington, D.C., dal chirurgo James Robert Lyons e dalla ballerina Penny A. Sousa, in una famiglia di discendenze italiane, irlandesi e portoghesi, nel corso dell'infanzia ha vissuto molteplici traslochi ed è cresciuta tra Fairfield e New Haven, Connecticut.
Appassionata di danza fin dalla più tenera età, ha studiato balletto classico presso il Joffrey Ballet School of the Dance, la New England Ballet School e il Boston Ballet svolgendo, contemporaneamente, numerosi corsi privati in Francia finché, ancora bambina, le viene diagnosticata la scoliosi, debilitandola dall'intraprendere una carriera come ballerina.

### Università di Yale
Per tutta la durata delle scuole superiori dovette indossare un correttore e, successivamente, si sottopose, con successo, a un intervento chirurgico alla colonna vertebrale volto a correggerne la postura. Segnata dall'esperienza, durante il suo primo anno all'Università di Yale fonda la Connecticut Scoliosis Association e scrive un libro sulla sua storia: Scoliosis: Ascending the Curve, il quale viene pubblicato prima ancora che, nel 1999, essa inizi a frequentare l'istituto.
Laureatasi a Yale in letteratura inglese, durante gli studi Lyons è stata membro della società segreta studentesca di arti e letteratura, Manuscript.

### Carriera
Sviluppatosi in lei un crescente interesse verso la recitazione durante gli anni universitari, Lyons incomincia a prendere parte a varie rappresentazioni teatrali quali Le serve e Heartbreak House, ottenendo poi il suo primo ruolo di rilievo nella farsa Rumors di Neil Simon. La nuova passione la porta poi a Los Angeles, dove studia presso la scuola di sketch The Groundlings con l'intento di una carriera da attrice.
Nel 2004 inizia la sua carriera in televisione, comparendo come guest star nelle serie TV: American Dreams, Raven, The Starter Wife, Desperate Housewives, Important Things with Demetri Martin, Law & Order: LA, Love Bites, 2 Broke Girls, Jane stilista per caso, Sullivan & Son, Royal Pains, The Crazy Ones, Due uomini e mezzo, Anger Management e I miei peggiori amici; prendendo contemporaneamente parte a pellicole cinematografiche e film per la televisione quali: The Trap, Protecting the King, X's & O's, A casa con i miei, The American Mall, Dark Reel, The Inner Circle, Beautiful Boy e Psych: il musical.
Verso l'inizio del 2017, Brooke Lyons viene per la prima volta scritturata nel cast regolare di una serie televisiva, ottenendo il ruolo di Elizabeth nella drammedia The CW Life Sentence, che tuttavia è stata cancellata dopo un'unica stagione.

## Vita privata
Il 26 aprile 2014, con una cerimonia svoltasi a Ojai, California, Lyons sposa il produttore Maximillian Antony Osswald. Il 27 agosto 2017 la coppia ha il primo figlio, Sebastian.

## Filmografia

### Attrice

#### Cinema
- The Trap, regia di Sam Chouia (2005)
- Protecting the King, regia di D. Edward Stanley (2007)
- X's & O's (Platonically), regia di Kedar Korde (2007)
- A casa con i miei (Welcome Home Roscoe Jenkins), regia di Malcolm D. Lee (2008)
- The American Mall, regia di Shawn Ku (2008)
- Dark Reel, regia di Josh Eisenstadt (2008)
- The Morning After, regia di Joy Gohring - cortometraggio (2009)
- The Inner Circle, regia di Camille Poisson (2009)
- Good: The Green Hotel, regia di Max Joseph e Chris Weller - cortometraggio (2009)
- A Real Break-Up, regia di Jim Mahoney - cortometraggio (2010)
- Beautiful Boy, regia di Shawn Ku (2010)
- To Sonnets, regia di Carlton Sugarman - cortometraggio (2012)
- Waitlisted, regia di Chris Dougherty - cortometraggio (2016)
- 40ish..., regia di Traci Hays - cortometraggio (2022)
- Some Other Woman, regia di Joel David Moore (2023)

#### Televisione
- American Dreams – serie TV, episodio 3x06 (2004)
- Raven – serie TV, episodio 4x04 (2006)
- Mindy & Brenda, regia di Andrew D. Weyman - film TV (2006)
- The Starter Wife – serie TV, episodio 1x01 (2008)
- With Friends Like These..., regia di William O'Leary - film TV (2008)
- Desperate Housewives – serie TV, episodio 6x03 (2009)
- Kings by Night, regia di Richie Keen - film TV (2010)
- Important Things with Demetri Martin – serie TV, episodio 2x03 (2010)
- Law & Order: LA – serie TV, episodio 1x12 (2011)
- Love Bites – serie TV, episodio 1x03 (2011)
- 2 Broke Girls – serie TV, 7 episodi (2011-2012)
- Jane stilista per caso (Jane by Design) – serie TV, 4 episodi (2012)
- Sullivan & Son – serie TV, episodio 1x01 (2012)
- Royal Pains – serie TV, episodio 4x13 (2012)
- The Crazy Ones – serie TV, episodio 1x09 (2013)
- Psych: il musical (Psych: The Musical), regia di Steve Franks - film TV (2013)
- Due uomini e mezzo (Two and a Half Men) – serie TV, episodio 11x12 (2014)
- Deadbeat - serie TV, episodio 1x06 (2014)
- Anger Management - serie TV, episodio 2x55 (2014)
- I miei peggiori amici (Friends with Better Lives) - serie TV, 2 episodi (2014)
- Perception - serie TV, episodio 3x03 (2014)
- Mulaney - serie TV, episodio 1x09 (2014)
- The Exes - serie TV, episodio 4x12 (2015)
- One Big Happy - serie TV, episodio 1x02 (2015)
- A Deadly Adoption, regia di Rachel Lee Goldenberg - film TV (2015)
- The Affair - Una relazione pericolosa (The Affair) - serie TV, 6 episodi  (2015-2019)
- iZombie - serie TV, 3 episodi (2015-2017)
- Party Girl - serie TV, episodio 1x04 (2016)
- Grandfathered - Nonno all'improvviso (Grandfathered) - serie TV, episodio 1x17 (2016)
- The Mindy Project - serie TV, episodio 4x17 (2016)
- Bones - serie TV, episodio 11x19 (2016)
- 9JKL - serie TV, episodio 1x16 (2018)
- Life Sentence - serie TV, 13 episodi (2018)
- Magnum P.I. - serie TV, episodi 1x17, 2x1 e 2x6 (2019)
- Lincoln Rhyme - Caccia al collezionista di ossa (Lincoln Rhyme: Hunt for the Bone Collector) – serie TV, 10 episodi (2020)
- Paradise City - serie TV, 8 episodi (2021)
- Reasonable Doubt - serie TV, 6 episodi (2022)
- Polícia carioca - serie TV, episodio 1x01 (2023)
- The Rookie - serie TV, episodio 6x06 (2024)
- NCIS - Unità anticrimine (NCIS) - serie TV, episodio 22x17 (2025)

#### Webserie
- DateaHuman.com - webserie, 6 episodi (2010)

### Doppiatrice
- World of Final Fantasy - videogioco (2016)

## Doppiatrici italiane
Nelle versioni in italiano dei suoi lavori, Brooke Lyons è stata doppiata da:
- Ilaria Latini in Desperate Housewives, Lincoln Rhyme - Caccia al collezionista di ossa
- Benedetta Ponticelli in Perception, Psych: il musical
- Francesca Manicone in The Affair - Una relazione pericolosa, Life Sentence
- Federica De Bortoli in A casa con i miei
- Ughetta d'Onorascenzo in 2 Broke Girls
- Claudia Razzi in Magnum P.I.
- Giorgia Carnevale in The Rookie

## Libri
- Brooke Lyons, Oheneba Boachie-Adjei; John Podzius, Scoliosis: Ascending the Curve, M. Evans and Co., 1999, ISBN 9780871318831.
- Brooke Lyons, My Family, Brooke Lyons, 2004.
- Kimberly Brooke Lyons, Restoration of Nassella Pulchra in Exotic Annual Grassland: Effects of Competition Form Avena, Brassica and Erodium, University of California, 2004.
- Brooke Lyons, Brooke Lyons’ Little Black Book of Los Angeles, thejetsetcollection.com, 2016.